# Красномайский (Новосибирская область)
Краснома́йский — посёлок в Новосибирском районе Новосибирской области России. Входит в состав Толмачевского сельсовета.

## География
Площадь посёлка — 52 гектара.

## История
В 1976 году указом Президиума Верховного Совета РСФСР посёлок Чикского отделения совхоза «Толмачевский» переименован в Красномайский.

## Население
| 2002 | 2007 | 2010 |
| ---- | ---- | ---- |
| 346  | ↗348 | ↗368 |

## Инфраструктура
В посёлке по данным на 2007 год функционируют 1 учреждение здравоохранения и 1 учреждение образования.